# Nun-Kun-Massiv
Das Nun-Kun-Bergmassiv in Jammu und Kashmir und Ladakh, Indien, umfasst die benachbarten Himalaya-Gipfel Nun, 7135 m, und Kun, 7077 m.
Der Nun ist der höchste Gipfel in der Bergkette, der auf der indischen Seite der Kontrolllinie in Jammu und Kashmir liegt (es gibt aber höhere Gipfel im indischen Teil des Karakorums). Das Massiv liegt nahe dem Suru-Tal, rund 100 km östlich von Srinagar, der Hauptstadt von Jammu und Kashmir.
Der Kun liegt nördlich des Nun und ist durch ein schneebedecktes Plateau von ca. 4 km Länge von ihm getrennt. Der Pinnacle Peak ist mit 6930 m der dritthöchste Gipfel der Gruppe. Wegen einer Schartenhöhe von 456 m zählt er als Nebengipfel des Kun.

## Besteigungsgeschichte
Das Massiv wurde erstmals 1898 und 1902, 1904 und 1910 von Arthur Neve erkundet. 1903 erforschte der niederländische Bergsteiger H. Sillem das Massiv und entdeckte das Hochplateau zwischen den beiden Gipfeln. Er kam am Nun bis 6400 m. Im Jahre 1906 gelang dem Forscherpaar William Hunter Workman und Fanny Bullock Workman die Erstbesteigung des 6930 m hohen Pinnacle Peak. Fanny Bullock erreichte mit dieser Besteigung einen Höhenweltrekord für weibliche Bergsteiger. Sie geriet jedoch in Konkurrenz mit der Bergsteigerin Annie Smith Peck, die den peruanischen Huascarán mit angeblich 7300 m erstmals bestieg. Es stellte sich jedoch später heraus, dass Peck sich wegen eines Schneesturms um 600 Höhenmeter vermessen hatte.